# ベンボウ (戦艦)
ベンボウ (HMS Benbow) は、イギリス海軍の戦艦。アイアン・デューク級戦艦の3番艦。艦名は17世紀の海軍提督ジョン・ベンボウにちなむ。

## 艦歴
「ベンボウ」は1912年5月30日にウィリアム・ベアードモア・アンド・カンパニーで起工する。1913年にスカパ・フローを拠点とする第4戦艦部隊に加わる。
第一次世界大戦ではダグラス・ギャンブル提督およびダブトン・スターディー提督の旗艦であった。1916年5月31日にはユトランド沖海戦に参加して、主砲40発を放つも戦果はなかった。
戦後「ベンボウ」は1929年まで地中海、黒海で活動した。1931年にスクラップとして売却された。